# Linia kolejowa Toruń Północny – Czarnowo
Linia kolejowa Toruń Północny – Czarnowo – nieistniejąca linia kolejowa w granicach administracyjnych powiatu toruńskiego, w województwie kujawsko-pomorskim. 

## Historia
Linia kolejowa Toruń Północny - Czarnowo została otwarta 28 lutego 1910 roku i łączyła Toruń z miejscowością Czarnowo. Projekt linii zatwierdzono w 1907, a do prac budowlanych przystąpiono dwa lata później. 6 października otwarto odcinek do Portu Drzewnego. Połączenia pasażerskie i towarowe na tej linii zawieszono w 1966 roku, a od roku 1968 rozpoczęto rozbiórkę  torowiska oraz budynku dworca Toruń Zachodni
Po 2005 roku samorząd województwa kujawsko-pomorskiego wyszedł z inicjatywą odbudowy tej linii, z doprowadzeniem jej do stacji Bydgoszcz Fordon, jednak do realizacji pomysłu nie doszło.
Po linii kolejowej do czasów obecnych zachowały się jedynie fragmenty toru przy ulicy św. Józefa w Toruniu oraz nieliczne budynki stacyjne i pojedyncze słupy telegraficzne przy drodze krajowej nr 80.

## Galeria

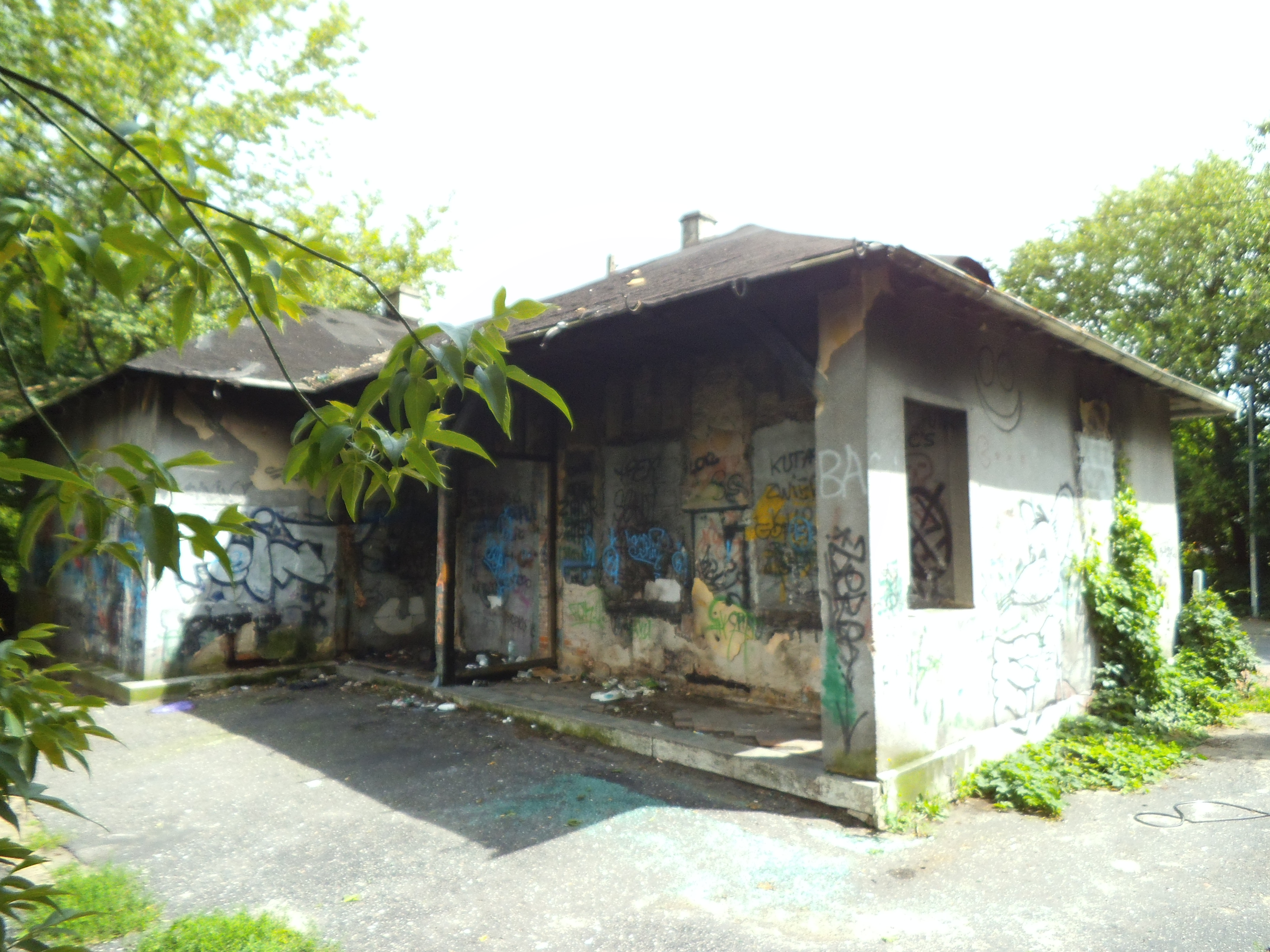
Dworzec Toruń Północny (stan z lipca 2016 roku), na którym rozpoczynała bieg linia kolejowa
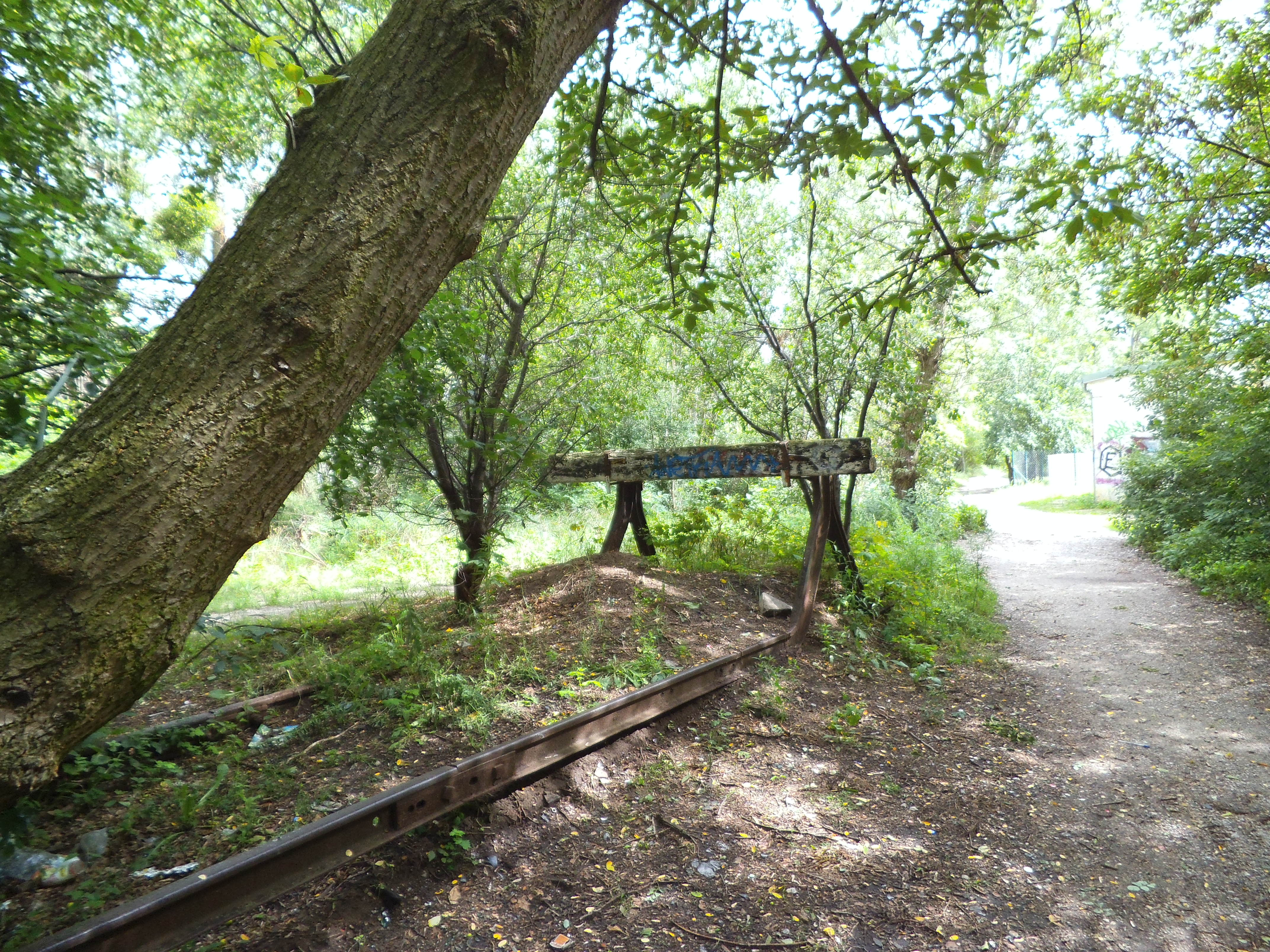
Fragment linii kolejowej na tyłach Zespołu Szkół Mechanicznych, Elektrycznych i Elektronicznych na Bielanach w Toruniu
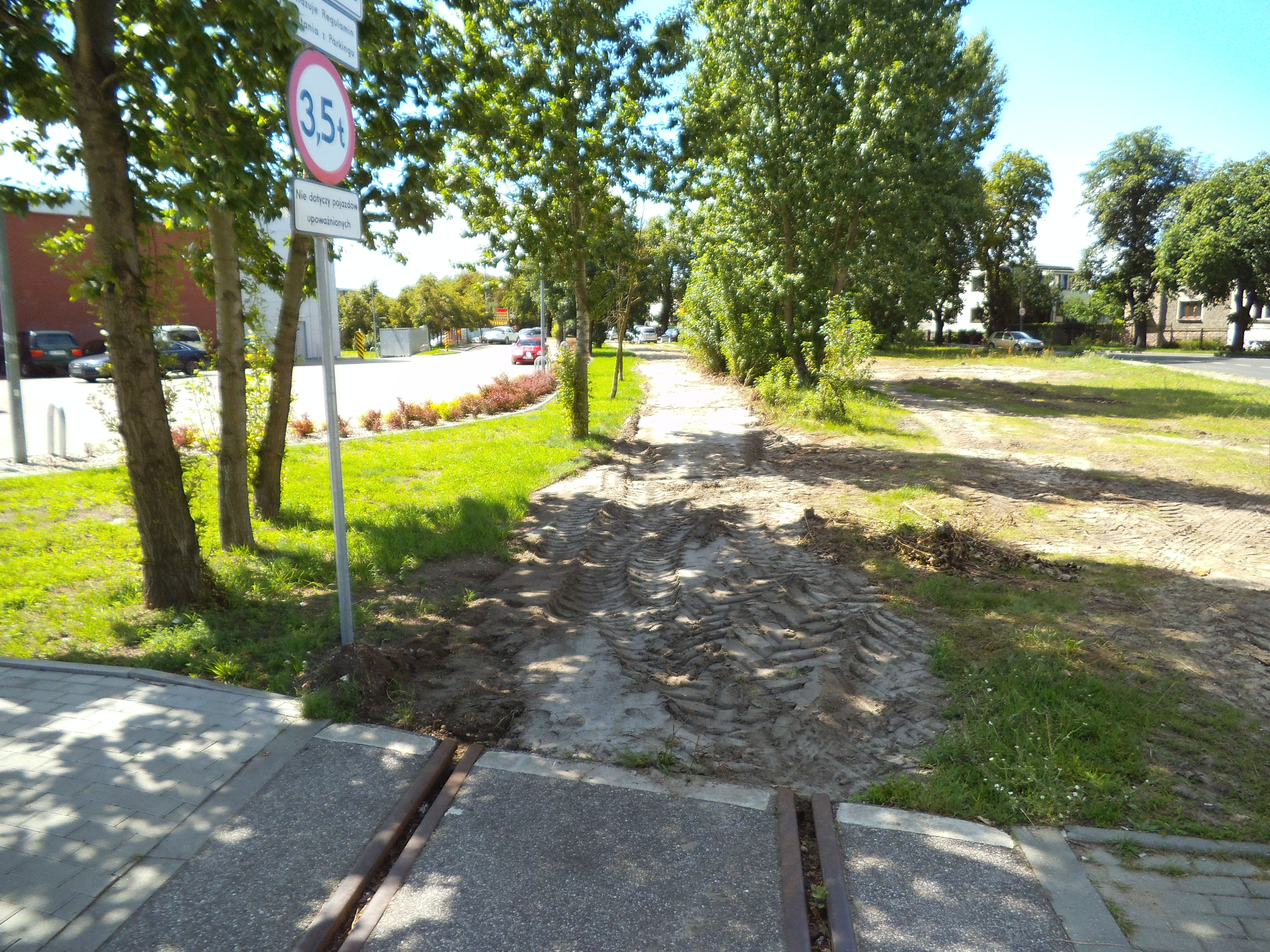
Fragment linii kolejowej przy dawnej pętli tramwajowej na Chełmińskim Przedmieściu w Toruniu
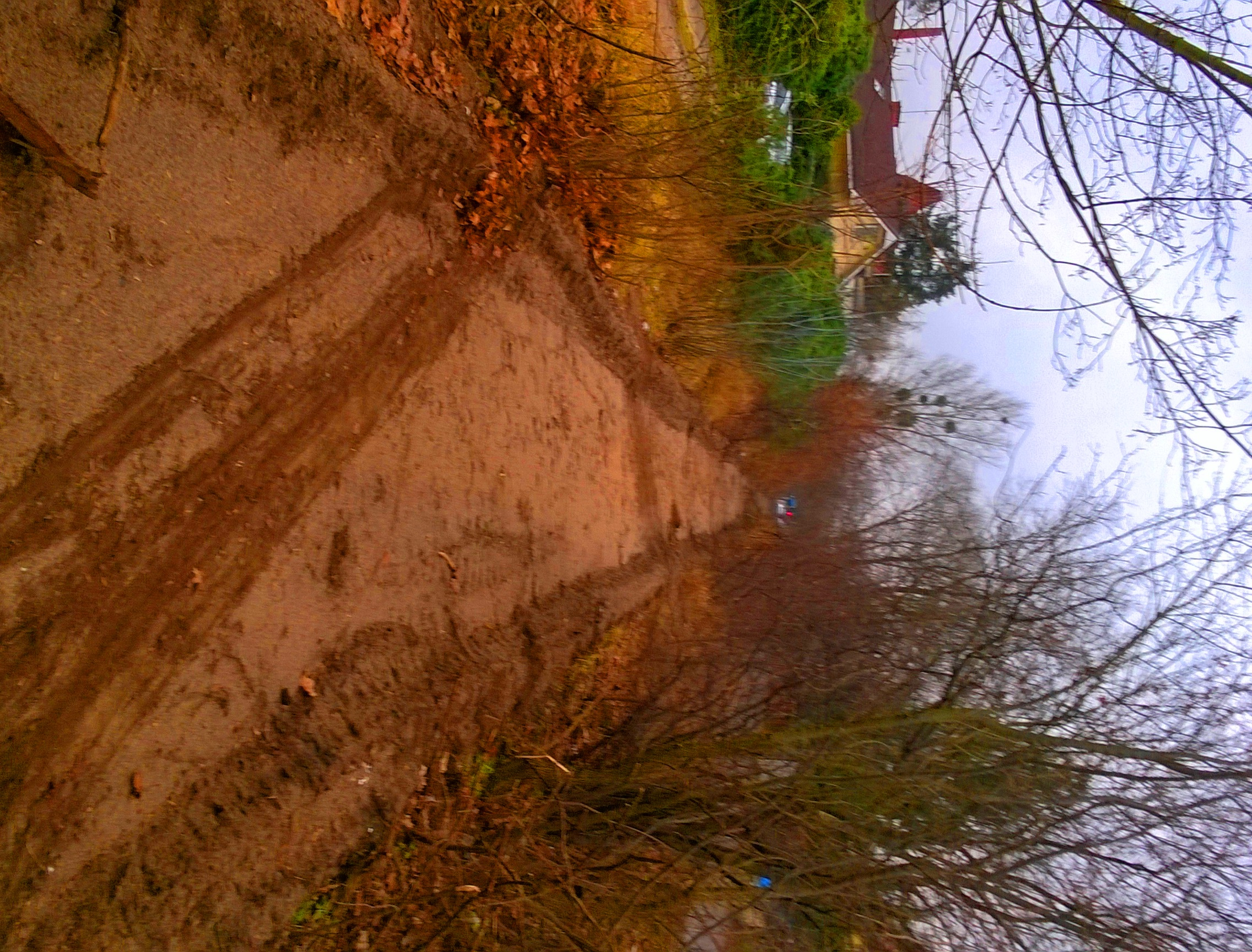
Ślad po linii kolejowej przy ul. Kaszubskiej w Toruniu